# Pobé-Mengao
Pobe-Mengao là một tổng thuộc  Soum (tỉnh) ở tây bắc Burkina Faso. Dân số năm 2006 là 23.491 người. Thủ phủ là thị xã Pobe-Mengao.

## Các thị xã và làng xã
Bougué, Boui-Boui, Cissé, Débéré, Donombéné, Gargaboulé, Gaskindé, Kaboret, Loura, Mamassirou, Mentao, Niamanga, Noufoundou và Ouré.